# Élan (canción)
«Élan» es el primer sencillo de la banda finlandesa de metal sinfónico Nightwish para promocionar su octavo álbum de estudio, Endless Forms Most Beautiful. Se lanzó a la venta el 13 de febrero de 2015, un mes antes de la salida del disco, en formato CD y vinilo. Contiene la canción "Sagan", que no está incluida en el álbum de estudio. Este sencillo marca el primer material inédito con la vocalista Floor Jansen y el baterista Kai Hahto.
El vídeo musical está dirigido por Ville Lipiäinen.

## Canciones
CD
1. Élan (álbum versión)
2. Élan (editado)
3. Élan (versión alternativa)
4. Sagan (bonus track)

Vinilo
Lado A
1. Élan (álbum versión)
2. Élan (editado)

Lado B
1. Élan (versión alternativa)
2. Sagan (bonus track no incluida en álbum)

## Personal
- Floor Jansen – Vocalista femenina
- Marco Hietala – Vocalista masculino y bajista
- Emppu Vuorinen – Guitarrista
- Tuomas Holopainen – Tecladista
- Kai Hahto – Baterista
- Troy Donockley – Gaitero

## Posicionamiento en listas
| País      | Lista (2015)            | Mejor posición |
| --------- | ----------------------- | -------------- |
| Alemania  | Media Control Charts    | 33             |
| Austria   | Ö3 Austria Top 40       | 53             |
| Finlandia | Suomen virallinen lista | 3              |
| Francia   | SNEP Singles Chart      | 200            |
| Hungría   | Single Top 40           | 5              |
| Suiza     | Schweizer Hitparade     | 33             |